# 矢野隆 (写真家)
矢野 隆（やの りゅう、1972年 - ）は、日本の写真家。神奈川県出身。中央大学卒業。
2003年、第23回キヤノン写真新世紀で佳作を受賞（「裸眼-RAGAN-」）。

## 略歴
- 1972年、神奈川県生まれ
- 1995年、中央大学法学部卒業
- 1998年、日本写真芸術専門学校の夜間専科コースを卒業
- 1999年、写真ワークショップ「CORPUS」第14期参加（アスベスト館主催）
- 2002年、須田一政ワークショップ「須田一政塾」参加
- 2003年、第26回キヤノン写真新世紀にて佳作受賞

中小企業診断士でもある。

## 所属団体
- 京都写真クラブ
- ピンホール写真芸術学会（PPAS）
- 日本針穴写真協会（JPPS）